# فانيسا راي
فانيسا راي (بالإنجليزية: Vanessa Ray) (ولدت فانيسا ليبتك في 24 يونيو 1981) ممثلة ومغنية أمريكية اشتهر بدورها «سيسي دريك» في المسلسل التلفزيوني الدارمي الكاذبات الصغيرات الجميلات.

## روابط خارجية
- فانيسا راي على موقع IMDb (الإنجليزية)
- فانيسا راي على موقع روتن توميتوز (الإنجليزية)
- فانيسا راي على موقع ألو سيني (الفرنسية)
- فانيسا راي على موقع أول موفي (الإنجليزية)
- فانيسا راي على موقع قاعدة بيانات الفيلم (الإنجليزية)
- فانيسا راي على موقع كينوبويسك (الروسية)